# Aman Hambleton
 (janvier 2024).
Pour les articles homonymes, voir Hambleton.
Aman Hambleton (né le 30 décembre 1992) est un grand maître d'échecs canadien et streamer sur Twitch/Kick. Il est membre du groupe des Chessbrahs (association canadienne intéressée au jeu d'échecs), aux côtés d'autres grands maîtres tels qu'Eric Hansen (fondateur), Robin van Kampen et Yasser Seirawan.

## Carrière aux échecs
Aman Hambleton est né en 1992 à Halifax, en Nouvelle-Écosse au Canada, et a appris à jouer aux échecs à l'âge de cinq ans. À l'âge de six ans il a déménagé à Toronto et a participé à son premier tournoi la même année.
Il a obtenu son titre de maître international (MI) en 2013, et a obtenu son titre de grand maître international (GMI) par la FIDE en avril 2018, devenant ainsi le dixième grand maître du Canada. Il a obtenu sa première norme de grand maître au Festival d'échecs de l'UNAM en 2012, alors qu'il était encore maître FIDE, mais n'a atteint la deuxième norme qu'à l' Open de Reykjavik en avril 2017. Il avait alors juré en mars 2017 de ne pas se raser la barbe avant d'avoir atteint le titre de GMI, ce qui lui avait valu d'avoir une longue barbe au moment où il avait obtenu sa troisième norme de GM en décembre 2017. Il a également remporté le Championnat canadien ouvert d'échecs en juillet 2017, partageant la première place avec Razvan Preotu sur un score de 6½/9.
Aman Hambleton a représenté le Canada à la 41e Olympiade d'échecs . Au quatrième échiquier, il a marqué 3½/7 (+2–2=3). Il a de nouveau joué au quatrième échiquier lors de la 43e Olympiade d'échecs. Il a perdu contre Rijendra Rajbhandari, classé 1937, au premier tour, mais a remporté ses quatre derniers matchs pour terminer avec 4½/7 (+4-2=1). En janvier 2022, Hambleton est classé 8e parmi les joueurs canadiens, avec un classement ELO de 2454.

## Biographie
Aman Hambleton a fait ses études secondaires au Woburn Collegiate Institute à Scarborough, en Ontario, où il a joué dans les équipes de football et d'échecs, et était également membre du club de slam. Il a été diplôme au printemps de 2010 avec une cote CFC de 2315 après avoir participé à l'Open Hart House de Toronto 2010,.
Il a été accepté à l'école de commerce de l'Université Queen's et à la Ivey School of Business de l' Université Western Ontario. Ayant choisi d'aller à l'Université Western, il devient président du UWO Chess Club au cours de sa deuxième année,. Au cours de cette même année, il a organisé et participé au Championnat canadien d'échecs universitaire 2012 qui a eu lieu à l'Université Western. Il s'est classé deuxième du tournoi, aidant Western à remporter le championnat avec ses coéquipiers Shiyam Thavandiran (1ère place), Raja Panjwani (6e place) et Justin McDonald (13e place),,.

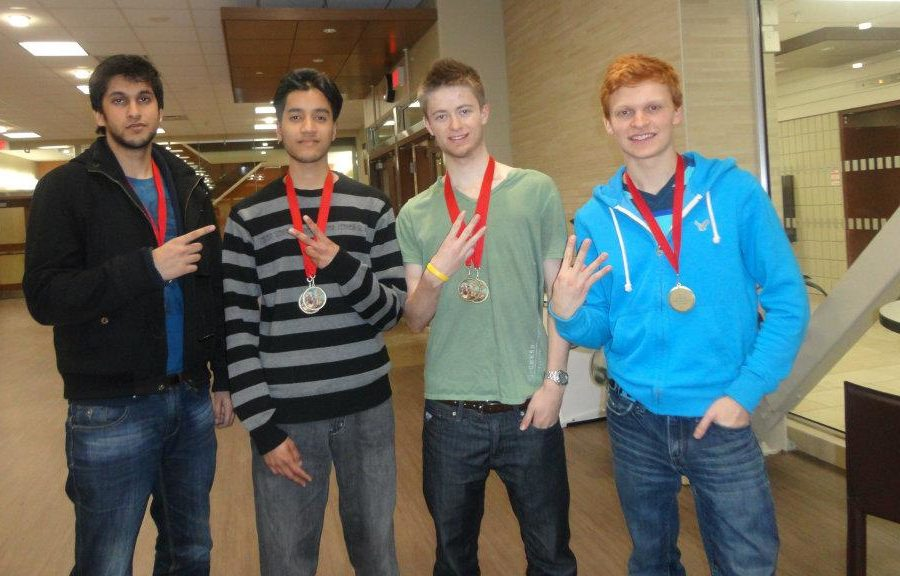
Membres de l'équipe du Championnat d'échecs universitaire 2012 de Western. Aman Hambleton est le troisième à partir de la gauche

Il était également membre des clubs universitaires suivants : Western Soccer Association (anciennement : Western United Soccer), The Western Cypher, Habitat For Humanity et Economics Students Association.

## Chessboxing
Aman Hambleton a participé à un concours de chessboxing contre Lawrence Trent (MI) le 11 décembre 2022. Chess.com a décrit ce match comme étant "la rencontre de chessboxing opposant des joueurs ayant les plus hauts classements ELO de l'histoire". Aman Hambleton a gagné par KO technique au premier tour du segment "boxe" de ce match.